# مدرسة الحقوق في بيروت
مدرسة الحقوق في بيروت أو مدرسة الحقوق الرومانية، التي نشأت في أواخر القرن الثاني الميلادي، وازدهرت منذ أوائل القرن الثالث حتى منتصف القرن السادس الميلادي. وربما أسس هذه المدرسة سبتيموس سفيروس 193-211م، وخلّد ذكره بمعبد وتمثال في بيروت، وتعتبر ودراسة القانون من الشروط الأساسية لتبوأ المراكز العليا في الحكومة، وأنشأ الرومان مدارس فقهية أخرى، في رومية الإسكندرية وقيصرية فلسطين وأثينا والقسطنطينية، لكن شهرة مدرسة بيروت تفوقت على تلك المدارس جميعاً.
أسست كليات الحقوق في الإمبراطورية الرومانية مستودعات منظمة من الدساتير الإمبراطورية وأضفت الطابع المؤسسي على دراسة وممارسة الفقه القانوني لتخفيف المحاكم الإمبراطورية المزدحمة، حيث سهلت أرشفة الدساتير الإمبراطورية مهمة الفقهاء في الإشارة إلى السوابق القانونية، ويعتبر تاريخ تأسيس كلية الحقوق في بيروت غامض، لكن من المتوقع أن ذلك كان في حكم أغسطس في القرن الأول، حيث أن أقدم ذكر مكتوب للمدرسة يعود إلى عام 239 م، وقد استقطبت المدرسة مواطنين رومانيين من الشباب الأثرياء، وقدم أساتذتها مساهمات كبيرة في مخطوطة جستنيان.
حققت المدرسة اعترافًا واسعًا في جميع أنحاء الإمبراطورية لدرجة أن بيروت كانت تُعرف باسم «أم القانون»، وكانت بيروت واحدة من المدارس القليلة المسموح لها بمواصلة تدريس الفقه القانوني عندما أغلق الإمبراطور البيزنطي جستنيان الأول كليات الحقوق في المحافظات الأخرى.
مدة الدراسة في بيروت تصل لخمس سنوات وتتضمن مراجعة النصوص القانونية الكلاسيكية والدساتير الإمبراطورية وتحليلها، بالإضافة إلى مناقشات القضايا. أبدى جستنيان اهتمامًا شخصيًا بالعملية التعليمية، حيث كلف أسقف بيروت وحاكم فينيقيا البحريَّة والمدرسين بصيانة الانضباط في المدرسة.
دمرت مرافق المدرسة في أعقاب زلزال هائل ضرب الساحل الفينيقي، وتم نقلها إلى صيدا. تدل النصوص القديمة على أن المدرسة كانت بجوار كنيسة أناستاسيس القديمة التي تقع آثارها أسفل كاتدرائية القديس جاورجيوس للروم الأرثودكس في وسط بيروت التاريخية.

## خلفية
كضامن للعدالة، كان من المتوقع أن يخصص الإمبراطور الروماني قدراً كبيراً من الوقت للمسائل القضائية، حيث كان كبير القضاة وكان اختصاصه الرئيسي هو ترتيب جميع الشؤون العامة، والتي يمكنه طلب المساعدة من أي شخص في أي وقت.
حرص الأباطرة على التشاور مع الفقهاء ( iuris consulti ) على الطعون القانونية والتماسات الموضوعات والاستفسارات القضائية للقضاة والمحافظين، الذين كانوا عادةً وزراء منفردين من نظام إكوايتس، ومنذ من عهد أوغسطس (27 ق.م. - 14 م) بدأ الفقهاء بتجميع مستودعات منظمة من المراسيم الإمبريالية ( الدساتير )، وأصبحت المنح الدراسية القانونية وظيفة ترعاها الإمبراطورية. وكانت القرارات القضائية الجديدة تستند على سوابق قانونية مؤرشفة ومداولات سابقة، حيث أدت مستودعات المرسوم والمنح القانونية التي ترعاها الإمبراطورية إلى إنشاء أقدم نظام في العالم الغربي لمدارس الحقوق يهدف بشكل خاص إلى تدريب الفقهاء القانونيين.

## التاريخ
احتل بيروت الجنرال الروماني ماركوس أغريبا في عام 64 ق.م. وسماها «مستوطنة جوليا أغسطس بيريتوس السعيدة» (باللاتينية: Colonia Iulia Augusta Felix Berytus) تيمنا بجوليا بنت الإمبراطور أغسطس ومنحت وضع Ius Italicum كمستعمرة لمحاربة قدامى المحاربين في معركة أكتيوم من الفيلق المقدوني الخامس والفيلق الثالث الغالي، وتم اختيارها كمركز إقليمي بدلاً من مدينتي صور وصيدا الفينيقيتين الأكثر شهرة، والتي كان لها تاريخ من القتال ضد روما.

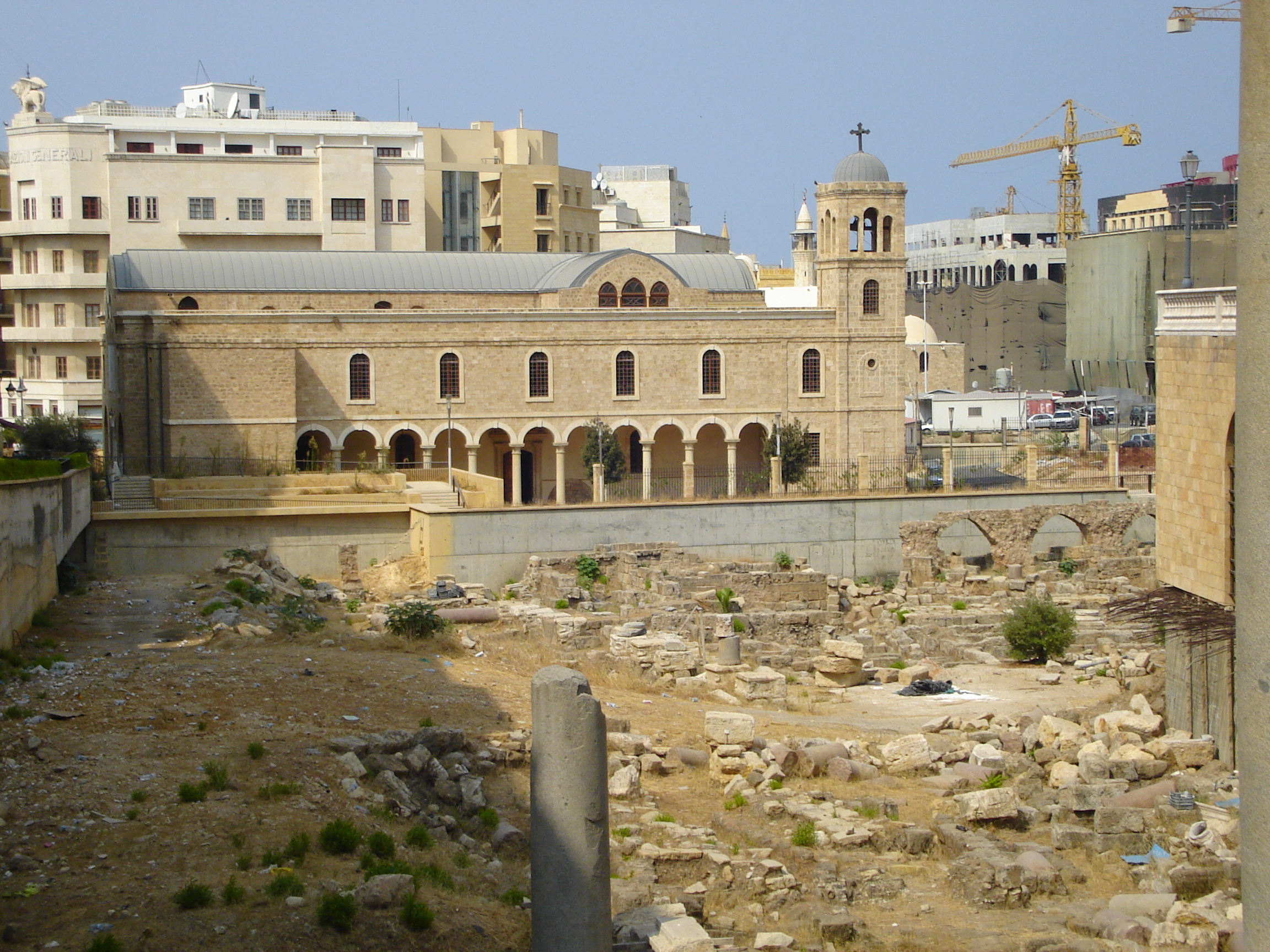
تقع كاتدرائية القديس جورج على محور كاردو مكسيموس القديم في بيروت. حيث كانت كلية الحقوق موجودة بجوار الكنيسة البيزنطية، وهي مقدمة للكاتدرائية.

تم ذكر بيروت أولاً كتابياً كمركز رئيسي لدراسة القانون في 239 في أعمال أسقف نيوكيساريا غريغوري ثوماتورجوس،  لا تذكر المصادر المكتوبة المبكرة الأخرى متى تم إنشاء كلية الحقوق ولا يزال تاريخ ذلك محل نقاش كبير بين المؤرخين والعلماء الحديثين. وقد اقترح إدوارد جيبون أن تأسيسها قد يكون تم توجيهه من قِبل الإمبراطور ألكسندر سيفيروس المولود محلياً، والذي حكم خلال الفترة 222-235 ميلادية؛  وقد كانت هذه الفرضية مدعومة من جيل ميناج، وهو باحث فرنسي في أواخر القرن السابع عشر. غير أن الفقيه الإيطالي سكيون جنتيلي قد عزا تأسيس المدرسة إلى أغسطس، بينما دافع اللاهوتي الألماني في القرن التاسع عشر كارل هاسي عن تأسيسها بعد فترة وجيزة من النصر في أكتيوم (31 قبل الميلاد). وقام أدولف فريدريش رودورف بتأريخه في عهد هادريان،  حين اقترح فرانز بيتر بريمر أن أفتتاحها في حوالي 200، على أساس ثوماتورجوس.
ربط ثيودور مومسين إنشاء كلية الحقوق في بيروت بالحاجة إلى فقهاء قانونيين، حيث تم اختيار المدينة لتكون بمثابة مستودع لأحكام الإمبراطورية الرومانية المتعلقة بالمقاطعات الشرقية. بعد الوصول إلى بيروت، تُرجمت هذه إلى اليونانية، وتم نشرها وحفظها في الأرشيف. تم تسجيل هذه الوظيفة لأول مرة في 196 م، تاريخ أقدم الدساتير الواردة في المخطوطة الغريغورية، ولكن يعتقد أن المدينة كانت بمثابة مستودع منذ الأزمنة السابقة. سمح قرب المستودع من كلية الحقوق للحقوقيين البيروتيين بالتشاور مع الوثائق المؤرشفة وتعلم الطلاب بأحدث المراسيم الإمبريالية، وهي ميزة تفتقر إليها كليات الحقوق في قيصرية ماريتيما والإسكندرية.
أصدر أباطرة القرن الثالث ديوكلتيانوس ومكسيميانوس دساتير تعفي طلاب كلية الحقوق في بيروت من الخدمة الإلزامية في مسقط رأسهم. في القرن الرابع، ذكر البليغ اليوناني ليبانيوس أن المدرسة اجتذبت طلابًا صغارًا من عائلات ثرية واستنكر استخدام اللغة اللاتينية في المدرسة، والذي تم التخلي عنه تدريجيًا لصالح اللغة اليونانية خلال ذلك القرن. وبحلول القرن الخامس, نعت بيروت موقعها الرائد وسمعتها الطيبة بين كليات الحقوق في الإمبراطورية، وكان يحظى أساتذتها بتقدير كبير ولعبوا دورًا رئيسيًا في تطوير التعليم القانوني في الشرق، لدرجة أنهم أطلقوا عليهم لقب «الأساتذة المسكونيون». واعتباراً من عام 425، أصبحت كلية الحقوق في القسطنطينية مركزًا منافسًا لدراسة القانون وكانت المدرسة الوحيدة مع مدرسة بيروت ليتم الحفاظ عليها بعد إغلاق جستنيان الأول لتعليم الإسكندرية وقيصرية ماريتيما وأثينا عام 529  لأن تعاليمهم تتناقض مع الإيمان المسيحي.
في 9 يوليو 551، دُمرت المدن الساحلية الفينيقية بزلزال شديد القوة. وفي بيروت أعقب الزلزال تسونامي وحريق دمر وطمس معالم المدينة، وأدى ذلك لمقتل ثلاثون ألف شخص، من بينهم العديد من الطلاب من الخارج، وخصص جستنيان أموالًا لإعادة بناء بيروت، وتم نقل كلية الحقوق مؤقتًا إلى مدينة صيدا الجنوبية الفينيقية، في انتظار إعادة الإعمار؛ ومع ذلك انتقل أفضل المعلمين إلى القسطنطينية. وفي عام 560 دمر حريق هائل مدينة بيروت مرة أخرى، ولم يتم إعادة فتح كلية الحقوق فيها، وتم التخلي عن احتمال عودتها مع الفتح الإسلامي للشام في 635 م.

## الأكاديمية
اقتصر المقرر الدراسي في كلية الحقوق على القانون الروماني، لم يشمل القوانين المحلية لمقاطعة فينيسيا. حيث توفر النصوص القديمة فكرة عن المنهج، وطريقة التدريس، واللغات الدورة ومدتها.

### الدراسات التحضيرية
كان من المتوقع أن الطلاب المحتملين قد خضعوا لدراسات قواعد اللغة والبلاغة والعلوم الموسوعية، وهناك شرط أساسي آخر هو إتقان اليونانية واللاتينية، بالنظر إلى أن المراجع القانونية الكلاسيكية والدساتير الإمبراطورية المستخدمة في برنامج التدريس كانت مكتوبة باللغة اللاتينية. يمكن للطامحين متابعة دراساتهم التحضيرية في المدارس العامة أو الحصول على مدرسين خاصين.

### منهاج دراسي
لا يُعرف الكثير عن منهج مدرسة بيروت للحقوق قبل القرن الخامس. توفر Scholia Sinaitica لمحات عن طريقة التدريس في المدرسة، والتي تشبه طريقة مدارس البلاغة في ذلك الوقت. يناقش المحاضر ويحلل النصوص القانونية ويضيف تعليقاته الخاصة، والتي تتضمن إشارات إلى فقرات مماثلة من الدساتير الإمبراطورية أو من أعمال فقهاء رومان كلاسيكيين بارزين، مثل أولبيان. ثم يقوم بصياغة المبادئ القانونية العامة واستخدامها لحل المشكلات القانونية المستوحاة من القضايا الفعلية والعملية. اختلفت هذه الطريقة عن مخطط الأوقات الكلاسيكية حيث كان على الطالب إتقان أساسيات القانون قبل الانخراط في دراسات الحالة.
تم تدريس الفقه القانوني باللغة اللاتينية، حتى في كليات الحقوق في الشرق، ولكن مع نهاية القرن الرابع وبداية القرن الخامس، استبدلت اللاتينية باليونانية في بيروت،  التي كانت لغة مشتركة في الأراضي الشرقية للإمبراطورية الرومانية. وربما حدث تحول مماثل في مدرسة القسطنطينية في نفس الوقت تقريبًا.
كان دستور Omnem في بداية قانون جستنيان هو المصدر الوحيد للمعلومات حول نظام الدراسة الحالي في القرن الخامس حتى إصلاحات جستنيان لعام 533، حيث كان البرنامج القديم عبارة عن دورة مدتها أربع سنوات يتم إكمالها قبل سن 25 عامًا. وتستند هذه الدورات على أعمال غايوس، وأولبيان، وبابنيان وبولوس Paulus، حيث يحضر الطلاب محاضرات لمدة ثلاث سنوات ويمضي السنة الرابعة لدراسة دراسة خاصة من بولوس. ولدى الطالب الخيار للبقاء لسنة خامسة لدراسة الدساتير الإمبراطورية، ويميز طلاب كل عام بألقاب خاصة: فيطلق على طلاب السنة الأولى لقب Dupondii، والسنة الثانية لقب Edictales، والثالثة Papinianistae. والرابعة Lytae.
حدد دستور جستنيان Omnem مدة الدورة القانونية في مدارس بيروت والقسطنطينية بخمس سنوات. وتنوعت الدورات ما بين محاضرات ودراسات ذاتية باستخدام مواد متقدمة في كتابه قانون جستنيان، وهي معاهد جستنيان Institutes وديجيستا Digesta ومدونة جستنيان Codex.
حيث بدرس طلاب السنة الأولى الجزء الأول من الملخص في المعاهد، ويتم تعليم طلاب السنة الثانية  الجزء الأكبر من الخلاصة، ، ويتعين على طلاب السنة الثالثة تعلم نصوص مختلفة من مفردات القوانين الخاصة leges singulares. وأما طلاب السنة الرابعة فلم تكن هناك محاضرات مخصصة لهم ولكنهم يدرسوا ما تبقى من Digest. ولا تزال الأسماء المستعارة تمنح وفقًا لسنة الدراسة، لكن جستنيان غير اسم طلاب السنة الأولى من Dupondii (التي تعني «بنسان») إلى Iustiniani novi وأطلق لقب Prolytae على طلاب السنة الخامسة. وفي نهاية الدورة، حصل الخريجون على شهادات تسمح لهم بالعمل كمحامين في المحكمة أو في الخدمة المدنية الإمبراطورية.

### هيئة الأساتذة
تكشف النصوص القديمة عن أسماء وأفعال بعض أساتذة القانون البارزين في مدرسة بيروت. تشمل المصادر النادرة الروايات التاريخية وأعمال المنح الدراسية القانونية والمختارات والمراسلات القديمة والنقوش الجنائزية.
وقد كتب مدرس الخطابة في أنطاكية ليبانيوس العديد من رسائل المراسلات إلى دومينوس ذا إلدر (باللاتينية: Domninus the Elder)، وهو أستاذ بكلية الحقوق في القرن الرابع. حيث قام ليبانيوس في عام 360 بتوجيه دعوة إلى دومينوس لمغادرة بيروت والتدريس معه في المدرسة الخطابية في أنطاكية، فيما يبدو أن دومنينوس رفض العرض، حيث أن ليببانيوس وجه له عدة رسائل بين 361 و364، وكانت بمثابة توصيات لمرشحي كلية الحقوق.
كان العصر الأكثر إشراقا في تاريخ الكلية هو القرن الرابع الذي امتد ما بين سنتي 400 و500، وقد عرف بعصر «الأساتذة المسكونيين» (اليونانية: τῆς οἰκουμένης διδάσκαλοι). وخلال هذه الفترة، أصبح سبعة من أساتذة القانون المحترمين للغاية مسؤولون على التوالي في إحياء التعليم القانوني في الإمبراطورية الرومانية الشرقية. وقد استشهد بهم علماء القرن السادس، وهم سيريلوس، وباتريكيوس، ودومينوس، وديموسثينيس، ويودوكسيوس، وليونتيوس، وAmblichus.
كان سيريلوس مؤسس المدرسة المسكونية للحقوقيين the ecumenical school of jurists. ويعتقد أنه قام بالتدريس اعتبارا من قرابة 400 أو قرابة 410. ولقب بـ«الكبير» نظرًا لسمعته كمدرس، وقد اشتهر باستخدامه المباشر للمصادر القديمة للقوانين وتفسير «فقهاء القانون» مثل أولبيان وبابنيان. وقد كتب سيريلوس أطروحة دقيقة حول التعاريف التي زودت المواد بالعديد من الأشياء scholia الهامة الملحقة بالعنوانين الأول والثاني من الكتاب الحادي عشر للكنيسة باسيليكا. وأشيد بـباتريشيوس في مقدمة قانون جستنيان الثالثة ( طنطا ديدوكين Tanta-Dedoken) كأستاذ متميز في كلية الحقوق في بيروت. وكشفت الحفريات الأثرية التي أجريت في بيروت في مطلع القرن العشرين عن نصب تذكاري جنائزي يعتقد أنه يشير إلى باتريشيوس. 
وقد ذكر المؤرخ الكنسي زخاريس ريتور أن ليونتيوس - وهو ابن يودوكسيوس Eudoxius - كان طالبًا في السنة الأولى عام 487 أو 488، وبأنه ذو سمعة طيبة في المجال القانوني، وقد تم ترشيحه إلى مكتب محافظ برايتوري الشرقية في عهد الإمبراطور أناستاسيوس الأول بين عامي 503 و504، وأصبح قائد الجنود في عام 528، وقد شارك ليونتيوس أيضًا كمفوض في إعداد المخطوطة الأولى لجستنيان.
تحكي المصادر التاريخية أيضًا عن أيوكسينيوس Euxenius، وهو مدرس في كلية الحقوق في بيروت قام بالتدريس في أوقات Ecumenical Masters. وقد كان أيوكسينيوس شقيق أسقف المدينة استاثيوس Eustathius، وقد شارك في «الجدل الديني في 460» الذي أثاره تيموثاوس الثاني الذي عارض ميافيزية أتباع مجمع خلقيدونية. وقد كانا دوروثيوس (ابن ليونتيوس) وجوليانوس أساتذة مدرسة معاصرين لجستنيان الأول، تم استدعاء الأثنان إلى البلاط الإمبراطوري وتم تكليفهما بإعداد مشروع قانون Digesta. تحت إشراف تريبونيان تعاون دوروثيوس أيضًا مع ثيوفيلوس Theophilus، وهو مدرس قانون في القسطنطينية، في صياغة Institutiones. أستاذ آخر هو جوليانوس وهو معروف في كلية الحقوق في بيروت، تم تقديره من قبل ثايتوس باعتباره «نور القانون». وقد غادر جوليانوس بيروت بعد الزلزال واستقر في القسطنطينية، حيث قام بتأليف الدستور الجديد  في عام 555.
كان هناك ثمانية مدرسين في عهد جستنيان في كليات الحقوق في الإمبراطورية البيزنطية، ويُفترض أن أربعة منهم كانا في مدرستي بيروت والقسطنطينية. حيث كلف جستنيان الإشراف والتطبيق في مدرسة بيروت للمعلمين، وأسقف المدينة، وحاكم فينيقيا البحريَّة.

### الطلاب البارزين
بينما لا يتذكر التاريخ معظم طلاب كلية الحقوق، فإن المؤرخين القدامى وبعض المصادر يروون قصصًا لبعض أولئك الذين اعتبروا بارزين وحققوا الشهرة.
وفقًا ليوسابيوس أوزيبيوس قيصرية، وُلد بامفيلوس لعائلة ثرية في بيروت في النصف الأخير من القرن الثالث ودرس في كلية الحقوق، وأصبح بعد ذلك قسيس قيسارية ماريتيما presbyter of Caesarea Maritima ومؤسس مكتبتها المسيحية الواسعة، يحتفل به كشهيد من قبل الكنيسة الكاثوليكية الرومانية والكنيسة الأرثوذكسية الشرقية، يحكي يوسابيوس أيضًا عن الأخوين الشهيدين أفيان وإيديسيوس، اللذان ولدا لعائلة ليقية نبيلة، حيث اعتنقا المسيحية أثناء دراستهم للقانون في بيروت ولكنهم تعرضوا للاضطهاد والإعدام بسبب معتقداتهم.
كتب مؤرخ القرن الرابع يونابيوس إونابيوس عن أناتوليوس، وهو مسؤول روماني رفيع المستوى معروف لأعدائه باسم «أزوتريو» Azutrio. شغل أناتوليوس مكاتب قنصل سوريا، وكاتب أبرشية آسيا، وحاكم القسطنطينية، والمحافظ الحضري للقسطنطينية عام 354، ومحافظ ولاية إليريكم حتى وفاته عام 360، وفي روايته عن أناتوليوس، لخص يونابيوس: «لقد وصل إلى قمة علم القانون. ليس هناك ما يثير الدهشة لأن بيروت، وطنه، هي أم وممرضة هذه الدراسات».
تناقش مراسلات ليبانيوس مع غيانوس Gaianus صور إنجازات الأخير بعد تخرجه من كلية الحقوق في بيروت، أصبح غيانوس "الحاكم القنصلي لفينيسيا" في عام 362. وقد ذكر محامي غزة، ومؤرخ كنيسة سوزومن، وهو طالب قانون في بيروت، في كتابه" Historia Ecclesiastica هيستوريا اكليسستيكا عن تريفيلوس، الذي اعتنق المسيحية وكان أسقف نيقوسيا، وتلقى تدريباً قانونياً في بيروت، والذي أنتقده معلمه سانت سبيريدون بسبب اهتمامه واستخدامه للمفردات القانونية بدلاً من مفردات الكتاب المقدس.
درس زخاريس ريتور القانون في بيروت بين عامي 487 و 492، ثم عمل محاميًا في القسطنطينية إلى أن نالت اتصالاته الإمبراطورية تعيينه أسقف ميتيليني، ومن بين أعمال رايتور سيرة ساويرس الأنطاكي، وهو آخر بطاريك أنطاكية وأحد مؤسسي الكنيسة السريانية الأرثوذكسية، والذي كان أيضًا طالب قانون في بيروت اعتبارًا من 486. وطالب آخر في أواخر القرن الخامس يدعى جون روفوس، حيث كاهن مناهض لحركة الخلقيدونية، انتقل إلى مايوما بعد طرد سيده بيتر فولر. في مايوما، ألف جون روفوس كتاب Plerophoriae and the Life of Peter the Iberian «حياة بيتر الايبيري».

## الموقع
تاريخيا، كانت المحطات الرومانية أو المحاضرات، توضع في أماكن التدريس بجانب المكتبات العامة الموجودة في المعابد، وتم نسخ هذا الترتيب في المستعمرة الرومانية في بيروت. يرجع أول ذكر لمبنى المدرسة إلى عام 350،  ولكن الوصف لم يحدد موقعها. وفي القرن الخامس أفاد زخاريس ريتور أن المدرسة كانت تقف بجوار "Temple of God"، وهو ما سمح بتحديد هويتها مع كاتدرائية أناستاسيس البيزنطية.
في مطلع القرن العشرين، كشفت الحفريات الأثرية في السوق بين كاتدرائية القديس جورج الأرثوذكسية اليونانية وكاتدرائية مار جرجس المارونية عن لوحة تذكارية جنائزية محفورة بمثال لرجل يدعى باتريشيوس Patricius، الذي «كريس حياته المهنية لدراسة القانون». تم التعرف على هذه الكلمة باعتبارها مخصصة لأستاذ كلية الحقوق الشهير في القرن الخامس. وفي عام 1994 حددت الحفريات الأثرية الموجودة أسفل كاتدرائية القديس جاورجيوس للروم الأرثودكس في ساحة النجمة في منطقة وسط بيروت العناصر الهيكلية لكاتدرائية أناستاسيس، لكنها اقتصرت على مساحة 316 متر مربع (3,400 قدم2) وفشلت في اكتشاف مدرسة المدفونة.

## السمعة والإرث

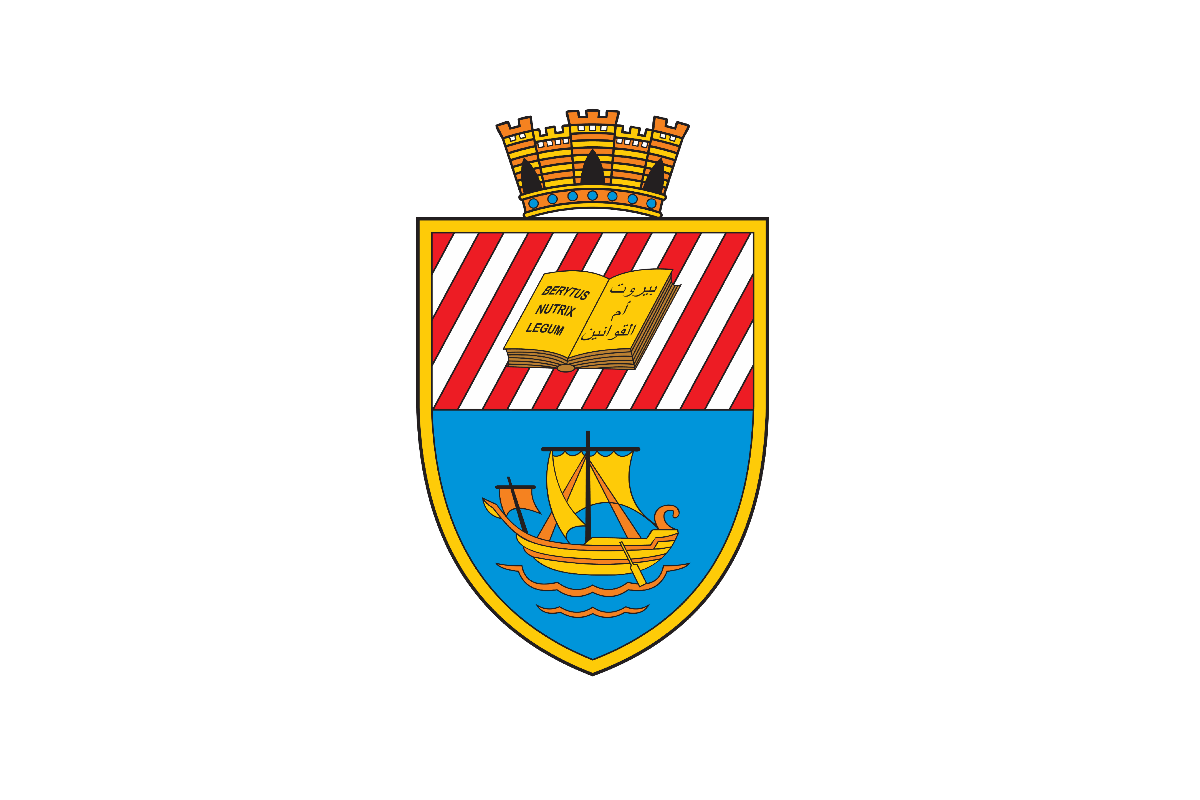
يضم علم بيروت كتابًا مفتوحًا يحمل شعار "Berytus Nutrix Legum" (بيروت، أم القوانين) من جانب وترجمته العربية «بيروت أم الشرائع» على الجانب الآخر.

زودت كلية الحقوق في بيروت الإمبراطورية الرومانية، خاصة محافظاتها الشرقية، بالمحامين والقضاة لمدة ثلاثة قرون حتى دمار المدرسة، وقد كان توافد الطلاب مستمر بسبب ما توفره المهنة من ثراء وشرف وعمالة مضمونة،  وأصبح الحصول على درجة علمية عالية في القانون بعد مرسوم أصدره الإمبراطور ليو الأول عام 460. أمر المرسوم بضرورة أن يقوم المرشحون لنقابة المحافظات الشرقية بإصدار شهادات الكفاءة من معلمي الحقوق الذين تلقوا تعليمهم في إحدى كليات الحقوق المعروفة في الإمبراطورية.
تمنح الدراسات المتعمقة للأعمال القانونية الكلاسيكية في بيروت، ثم في القسطنطينية، بعدًا علميًا غير مسبوق للفقه القانوني، حيث أدت هذه الحركة الأكاديمية إلى بروز العقول التي تكمن وراء إصلاحات جستينيان القانونية. ونتيجة للفهم الجديد للنصوص القانونية الكلاسيكية، كانت القوانين الإمبريالية في أواخر القرن الخامس وبداية القرن السادس الميلادي أكثر وضوحًا وتماسكًا من تلك التي كانت موجودة في عصر ما بعد الفصائل المبكرة، وفقًا للمؤرخ القانوني جورج موسوركيس وغيره من العلماء.
حصلت المدرسة على الجوائز طوال فترة وجودها وتم منحها لقب Berytus Nutrix Legum (بيروت أم القوانين) بواسطة إونابيوس وليبانيوس وزخاريس ريتور وأخيراً الإمبراطور جستنيان. حيث نص في دستوره (باللاتينية: 533 Omnem constitution):
| مدرسة الحقوق في بيروت | يجب أن توضع هذه الأعمال الثلاثة التي قمنا بتأليفها في أيدينا في المدن الملكية وكذلك في مدينة بيريتوس الأكثر عدلاً، والتي قد تكون على غرار قانون الأم المرضعة، كما أمر الأباطرة السابقون بالفعل، ولكن ليس في مكان آخر لم يتمتع بنفس الامتياز في العصور القديمة، كما سمعنا ذلك حتى في مدينة الإسكندرية الرائعة، وفي قيصرية وغيرها، كان هناك رجال جاهلون بدلاً من القيام بواجبهم قاموا بنقل دروس زائفة لتلاميذهم ومثل ذلم، نرغب في الكف عن تلك المحاولات بوضع الحدود المذكورة أعلاه، بحيث إذا كان ينبغي أن يكونوا مذنبين فيما بعد بمثل هذا السلوك ويقومون بواجباتهم خارج المدن الملكية ومدينة بيريتوس، يجوز معاقبتهم بغرامة قدرها عشرة أرطال من الذهب ويتم طردهم من المدينة التي يخالفون القانون فيها. | مدرسة الحقوق في بيروت |

تسامحت المدرسة مع التعاليم المسيحية من القرن الثالث، مما أنتج عدد من الطلاب سيصبحون قادة وأساقفة كنيسة مؤثرين، مثل بامفيلوس، وساويرس الأنطاكي وأفيان. تحت سيريلوس، أول أسياد المسكونية، تم توحيد الإيمان المسيحي كعنصر أساسي في التدريب القانوني.
حظي استاذان من كلية الحقوق في بيروت، وهما دوروثيوس واناتوليوس (باللاتينية: Anatolius)، بسمعة طيبة لحكمتهما ومعرفتهما حيث أثنى جستنيان عليهما بشكل خاص في افتتاح دستور طنطا. استدعى الإمبراطور الأستاذين لمساعدة وزيره تريبونيان في تجميع دستور جستنيان،  وهو مجموعة القوانين المدنية للإمبراطورية الصادرة بين 529 و 534. وينص قانون طنطا:
 دوروثيوس، رجل لامع، يتمتع ببلاغة ومرتبة كبيرة، والذي عندما كان يعمل في تقديم القانون للطلاب في مدينة برايتوس الرائعة، استحضرنا متأثرًا بسمعته الكبيرة وشهرته، واستدعى إلى وجودنا وجعلنا نشارك في العمل المعني؛ مرة أخرى أناتوليوس، شخص لامع، وقاضٍ، مثله مثل الأخير، تمت دعوته إلى هذا العمل عند كان يعمل كمفسر للقانون في باريتوس، رجل جاء بمخزون قديم، مثل والده ليونتيوس وجده يودوكسيوس، اللذان تركا ورائهما تقريرا ممتازا فيما يتعلق بالتعلم القانوني...
لعدة قرون بعد تجميعها، تم دراسة عمل لجنة جستنيان ودمجها في النظم القانونية لمختلف الدول، وكان لها تأثير عميق على القانون البيزنطي والتقاليد القانونية الغربية. يؤكد بيتر شتاين أن نصوص القانون الروماني القديم شكلت «نوعًا من السوبر ماركت القانوني، حيث وجد فيه المحامون من فترات مختلفة ما يحتاجون إليه في ذلك الوقت».

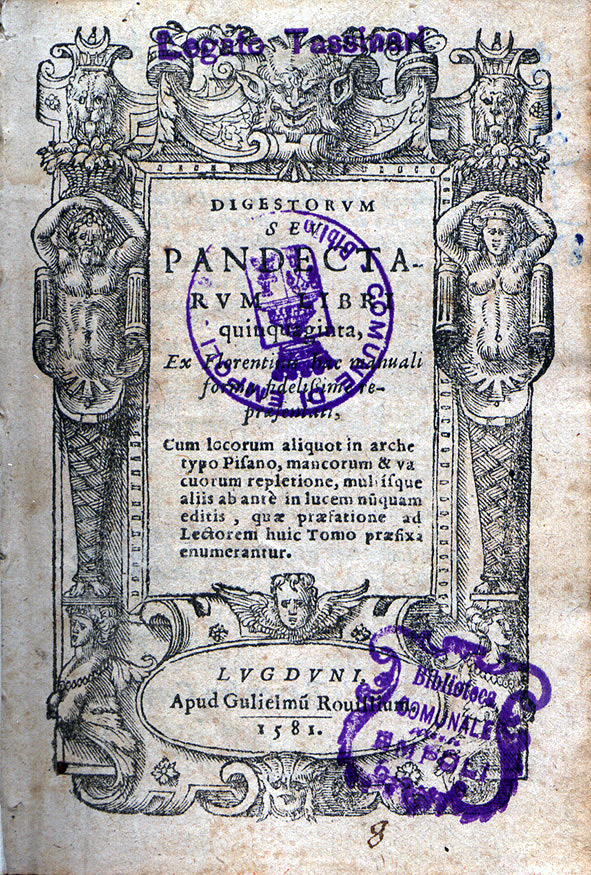
صفحة العنوان لنسخة من أواخر القرن السادس عشر من Digesta، جزء من الإمبراطور جستنيان الأول كوربوس جوريس سيفيليس

بقي قانون جستنيان أساس القانون البيزنطي حتى نشر Ecloga legum في عام 741 قبل الإمبراطور ليو الثالث وابنه وصي العرش قسطنطين الخامس. حيث كانت Ecloga نسخة مختصرة وأكثر إحسانًا من مخطوطة جستنيان، وكانت تصرفاتها أكثر انسجامًا مع القيم المسيحية، وكانت مكتوبة باللغة اليونانية، بعد أن أصبحت اللاتينية في حالة من الإهمال، واستمر تطبيق أحكامها خلال القرون اللاحقة في منطقتي البلقان وآسيا الصغرى المجاورتين، مع ترجمات باقية باللغة السلافية والأرمنية والعربية.
أصدر الإمبراطور باسل الأول، الذي حكم في القرن التاسع، مجموعتين قانونيتين باسم Prochiron و Epanagoge، لتبطل أجزاء من Ecloga وتستعيد قوانين جستنيان. حيث كان Prochiron بمثابة الأساس للكتابات القانونية للقديس سابا رئيس أساقفة صربيا في القرن الثاني عشر، وكان تجميعه القانوني مخصصًا للكنيسة الصربية، لكن العمل المؤثر اعتمد كدستور أساسي للكنائس الأرثوذكسية البلغارية والروسية. وفي حوالي عام 900 أمر الإمبراطور ليو السادس الحكيم يكتابة باسيليكا وهي إعادة صياغة يونانية لقوانين جستنيان التي تعتبر سلفًا لقانون اليونان الحديث حتى سن قانون عام 1940.
كان لدستور جستنيان تأثير كبير على القانون الغربي، خاصة في التاريخ والتقاليد القانونية لأوروبا الغربية ومستعمراتها الأمريكية. في إيطاليا، نجت نسخة واحدة كاملة من قانون جستنيان ونسيت حتى تم إعادة اكتشافها في عام 1070. وكان الفقيه إرنيوس ومدرس الفنون الليبرالية في بولونيا، هو أول من قام بتدريس قانون جستنيان المسترجع حديثًا وبقية كتب جستنيان وذلك في عام 1088، وشرح هو وخلفاؤه القوانين الرومانية لطلابهم عن طريق وسائل التلميع أو الملاحظات التوضيحية المكتوبة على الحواف أو بين السطور النصية.
وأمتدت المفاهيم القانونية الرومانية الناتجة عن دراسات «المصطلحات» هذه إلى الجامعات ومحاكم القانون في أوروبا. إن إحياء القانون الروماني الذي بدأ في إيطاليا، خلال العصور الوسطى، قد تبنته فرنسا وهولندا وألمانيا في القرون اللاحقة. وتم سن القانون المدني الألماني في عام 1900 ووضع نهاية تطبيق أشكال القانون الغائبة المستمدة من قانون جستنيان في معظم الدول الأوروبية.
عادت سمعة بيروت باعتبارها «أم القوانين» إلى الظهور في العصر الحديث. في عام 1913، قام بول هوفلين، أول عميد كلية الحقوق بجامعة سان جوزيف المنشأة حديثًا، بتخصيص الخطاب الافتتاحي لكلية الحقوق الكلاسيكية في بيروت في محاولة لإضفاء الشرعية على الأكاديمية الجديدة. وأستخدمت كلمة Berytus Nutrix Legum كشعار نصي وكجزء من شعار نقابة المحامين في بيروت، التي تأسست عام 1919. وظهرت أيضًا في ختم وعلم بلدية بيروت.

## قائمة المراجع
- Attridge, Harold W.؛ Gōhei Hata (1992). Eusebius, Christianity, and Judaism. Detroit: Wayne State University Press. ISBN:9780814323618. مؤرشف من الأصل في 2020-06-12.
- Bremer, Franz P. (1868). Die Rechtslehrer und Rechtsschulen im Römischen Kaiserreich (بالألمانية). Berlin: I. Guttentag. Archived from the original on 2016-04-30.
- Buckland, William W. (1921). A text-book of Roman law from Augustus to Justinian. Cambridge, كامبريدجشير: Cambridge University Press.
- Charnock، Richard Stephen (1859). Local Etymology: A Derivative Dictionary of Geographical Names. London: Houlston and Wright. مؤرشف من الأصل في 2016-05-07.
- Clark، Gillian (2011). Late Antiquity: A Very Short Introduction. New York: Oxford University Press. ISBN:9780191611407. مؤرشف من الأصل في 2016-05-29.
- Collinet, Paul (1925). Histoire de l'école de droit de Beyrouth (بالفرنسية). Paris: Société Anonyme du Recueil Sirey. Archived from the original on 2019-04-26.
- Eunapius of Sardis (1596). Bioi philosophon kai sophiston (Lives of the Sophists) (باليونانية). Hieronymum Commelinum. Archived from the original on 2018-09-13.
- Evans, James A. S. (2005). The Emperor Justinian and the Byzantine Empire. Westport, Conn.: Greenwood Press. ISBN:9780313325823. مؤرشف من الأصل في 2020-08-02.
- Gibbon, Edward (1854). The History of the Decline and Fall of the Roman Empire – Volume 2. Boston, Mass.: Phillips, Sampson and Co. مؤرشف من الأصل في 2020-02-15.
- Goodman, Ellen (1995). The Origins of the Western Legal Tradition: From Thales to the Tudors. Annandale, NSW: Federation Press. ISBN:9781862871816. مؤرشف من الأصل في 2016-05-15.
- Greatrex, Geoffrey؛ Sebastian P. Brock؛ Witold Witakowski، المحررون (2011). The Chronicle of Pseudo-Zachariah Rhetor: Church and War in Late Antiquity. Translated by Robert R. Phenix and Cornelia B. Horn. Liverpool: Liverpool University Press. ISBN:9781846314933. مؤرشف من الأصل في 2016-05-07.
- Horrocks، Geoffrey (2009). Greek: A History of the Language and its Speakers (ط. Second). Chichester: John Wiley & Sons. ISBN:9781444318920. مؤرشف من الأصل في 2020-07-27.
- Jalabert, Louis (1906). "Inscriptions grecques et latines de Syrie". Mélanges de la Faculté orientale de l'Université Saint-Joseph à Beyrouth (بالفرنسية). Beirut (36).
- Jidejian، Nina (1973). Beirut: Through the Ages. Beirut: Dar el-Machreq. مؤرشف من الأصل في 2017-01-16.
- Jolowicz, Herbert F. (1972). Historical Introduction to the Study of Roman Law. Cambridge, Cambs.: Cambridge University Press. ISBN:9780521082532. مؤرشف من الأصل في 2016-05-08.
- Jones Hall, Linda (2004). Roman Berytus: Beirut in Late Antiquity. New York: Routledge. ISBN:9780415289191. مؤرشف من الأصل في 2016-04-25.
- Justinian I؛ Emperor of the East (534). "The Digest of Justinian". Cambridge University Press. Translated by Charles H. Monro. Cambridge, 24 Cambs. (نُشِر في سبتمبر 1872). مؤرشف من الأصل (PDF) في 2013-08-17.{{استشهاد بدورية محكمة}}:  صيانة الاستشهاد: مكان (link)
- Kassir, Samir؛ M. B. DeBevoise (2010). Beirut. Berkeley: University of California Press. ISBN:9780520256682. مؤرشف من الأصل في 2016-05-22.
- Kunkel, Wolfgang (1973). An introduction to Roman legal and constitutional history. Oxford: Clarendon Press.
- Kuttner, Stephan (1991). Renaissance and Renewal in the Twelfth Century. Toronto: University of Toronto Press. ISBN:9780802068507. مؤرشف من الأصل في 2019-03-31.
- Lokin, J. H. A. (1994). Laiou, Angeliki E.؛ Dieter Simon (المحررون). Law and Society in Byzantium, Ninth-Twelfth Centuries. Washington D.C.: Dumbarton Oaks. ISBN:9780884022220. مؤرشف من الأصل في 2020-08-04.
- Mommsen, Theodor (1901). "Die Heimath des Gregorianus". Böhlau Verlag (بالألمانية). Köln. 22 (22). DOI:10.7767/zrgra.1901.22.1.139.
- Mousourakis, George (2003). The Historical Institutional Context of Roman Law. Burlington, VT: Ashgate Publishing. ISBN:9780754621089. مؤرشف من الأصل في 2020-06-11.
- Pomeroy, John N. (2012). A Treatise on Equity Jurisprudence As Administered in the United States of America Adapted for All the States of America: Adapted for All the States and to the Union of Legal and Equitable Remedies Under the Reformed Procedure. 1941. Union, NJ: The Lawbook Exchange. ISBN:9781886363052. مؤرشف من الأصل في 2016-05-14.
- Pringsheim, Fritz (1921). 'Beryt und Bologna' in Festschrift für Otto Lenel zum fünfzigjährigen Doctorjubiläum am 16. dezember 1921: überreicht von der Rechts- und Staatswissenschaftlichen Fakultät der Universität Freiburg i. Br (بالألمانية). Ann Arbor, Mich.: University of Michigan Library.
- Rawlinson, George (1889). The History of Phoenicia. Cantebury: Longmans, Green, and Co. مؤرشف من الأصل في 2020-02-15.
- Reinink, Gerrit J.؛ Bernard H. Stolte، المحررون (2002). The Reign of Heraclius (610–641): Crisis and Confrontation. Leuven: Peeters Publishers. ISBN:9789042912281. مؤرشف من الأصل في 2020-05-19.
- Riddle، John M. (2008). A History of the Middle Ages, 300–1500. Plymouth: Rowman & Littlefield Publishers. ISBN:9781442210042. مؤرشف من الأصل في 2016-05-29.
- Rochette, Bruno (1997). "Le latin dans le monde grec: recherches sur la diffusion de la langue et des lettres latines dans les provinces hellénophones de l'Empire romain". Latomus revue des études latines (بالفرنسية). Brussels. 233. ISBN:9782870311738.
- Rudorff, Adolf A. F. (1857). Römische rechtsgeschichte (بالألمانية). Leipzig: B. Tauchnitz.
- Sartre, Maurice (2005). The Middle East Under Rome. Cambridge, Mass.: Harvard University Press. ISBN:9780674016835. مؤرشف من الأصل في 2016-05-02.
- Schulz, Fritz (1967). History of Roman Legal Science. Oxford: Clarendon press.
- Sedlar, Jean (2011). East Central Europe in the Middle Ages, 1000–1500. Seattle: University of Washington Press. ISBN:9780295800646. مؤرشف من الأصل في 2020-07-25.
- Sheppard، Steve (1999). The History of Legal Education in the United States: Commentaries and Primary Sources. Pasadena, CA: The Lawbook Exchange. ISBN:9781584776901. مؤرشف من الأصل في 2016-06-10.
- Skaf, Isabelle; Yasmine Makaroun Bou Assaf (November 29 – 3 December 2005). Aïcha Ben Abed; Ben Khader; Martha Demas; Thomas Roby, eds. Une nouvelle approche pour la préservation in situ des mosaïques et vestiges archéologiques au Liban: La crypte de l'église Saint-Georges à Beyrouth. Lessons Learned: Reflecting on the Theory and Practice of Mosaic Conservation (9th ICCM Conference, Hammamet, Tunisia) (in French). Getty Publications. ISBN 9780892369201.
- Stein, Peter (1999). Roman Law in European History. Cambridge, Cambs.: Cambridge University Press. ISBN:9780521643795. مؤرشف من الأصل في 2016-06-04.
- Sterk, Andrea (2009). Renouncing the World Yet Leading the Church: The Monk-Bishop in Late Antiquity. Cambridge, Mass.: Harvard University Press. ISBN:9780674044012. مؤرشف من الأصل في 2016-05-27.
- Thaumaturgus, Gregory (1873) [239]. "Oratio Panegyrica ad Originem" [The Oration and Panegyric Addressed to Origen] (PDF). في Philip Schaff (المحرر). آباء الكنيسة. Translated by S. D. F. Salmond. Edinburgh: Christian Classics Etheral Library. ج. 6.
- Walker, Jeffrey (2000). Rhetoric and Poetics in Antiquity. New York: Oxford University Press. ISBN:9780195351460. مؤرشف من الأصل في 2016-05-11.